# Er der noget i vejen?
Er der noget i vejen? er en dansk dokumentarfilm fra 1984 instrueret af Henning Ørnbak.

## Handling
En oplysende fim om om det undersøgende, behandlende og informative arbejde på en børneklinik, hvor børn i førskolealderen diagnosticeres og hjælpes for deres hørehandicap. Filmen lægger vægt på at understrege det tætte samarbejde med forældrene, blandt andet gennem kurser.